# 악동 프레디 길들이기
악동 프레디 길들이기(Orla Frøsnapper)는 2011년 개봉한 덴마크의 애니메이션 영화이다.